# باشگاه فوتبال پیونیک
باشگاه فوتبال پیونیک (به ارمنی: Փյունիկ Ֆուտբոլային Ակումբ) یک باشگاه فوتبال در شهر ایروان در ارمنستان می‌باشد که در لیگ برتر ارمنستان بازی می‌کند.
پیونیک یکی از محبوب‌ترین باشگاه‌های فوتبال در ارمنستان می‌باشد
این باشگاه در سال ۱۹۹۲ تأسیس شده‌است.

## تاریخچه اروپایی
تا تاریخ match played 1۵ اوت ۲۰۱۹
| رقابت              | GP | W  | D  | L  | GF | GA  | +/- |
| ------------------ | -- | -- | -- | -- | -- | --- | --- |
| لیگ قهرمانان اروپا | ۳۴ | ۸  | ۷  | ۱۹ | ۳۰ | ۵۷  | -۲۷ |
| لیگ اروپا          | ۲۶ | ۹  | ۵  | ۱۲ | ۲۷ | ۴۸  | -۲۱ |
| مجموع              | ۶۰ | ۱۷ | ۱۲ | ۳۱ | ۵۷ | ۱۰۵ | −۴۸ |

| فصل                        | رقابت              | مرحله                      | باشگاه              | خانگی | خارج از خانه    | در مجموع                        |
| -------------------------- | ------------------ | -------------------------- | ------------------- | ----- | --------------- | ------------------------------- |
| ۱۹۹۶–۹۷                    | لیگ اروپا          | QR                         | هلسینکی             | 3–1   | 2–5 (وقت اضافه) | 5–6                             |
| لیگ قهرمانان اروپا ۹۸–۱۹۹۷ | لیگ قهرمانان اروپا | لیگ قهرمانان اروپا ۹۸–۱۹۹۷ | ام‌تی‌کی بوداپست      | 0–2   | 3–4             | 3–6                             |
| لیگ قهرمانان اروپا ۰۳–۲۰۰۲ | لیگ قهرمانان اروپا | لیگ قهرمانان اروپا ۰۳–۲۰۰۲ | تامپره یونایتد      | 2–0   | 4–0             | 6–0                             |
| لیگ قهرمانان اروپا ۰۳–۲۰۰۲ | لیگ قهرمانان اروپا | لیگ قهرمانان اروپا ۰۳–۲۰۰۲ | دینامو کی‌یف         | 2–2   | 0–4             | 2–6                             |
| لیگ قهرمانان اروپا ۰۴–۲۰۰۳ | لیگ قهرمانان اروپا | لیگ قهرمانان اروپا ۰۴–۲۰۰۳ | KR Reykjavík        | 1–0   | 1–1             | 2–1                             |
| لیگ قهرمانان اروپا ۰۴–۲۰۰۳ | لیگ قهرمانان اروپا | لیگ قهرمانان اروپا ۰۴–۲۰۰۳ | زسکا صوفیه          | 0–2   | 0–1             | 0–3                             |
| لیگ قهرمانان اروپا ۰۵–۲۰۰۴ | لیگ قهرمانان اروپا | لیگ قهرمانان اروپا ۰۵–۲۰۰۴ | Pobeda Prilep       | 1–1   | 3–1             | 4–2                             |
| لیگ قهرمانان اروپا ۰۵–۲۰۰۴ | لیگ قهرمانان اروپا | لیگ قهرمانان اروپا ۰۵–۲۰۰۴ | شاختار دونتسک       | 1–3   | 0–1             | 1–4                             |
| لیگ قهرمانان اروپا ۰۶–۲۰۰۵ | لیگ قهرمانان اروپا | لیگ قهرمانان اروپا ۰۶–۲۰۰۵ | هاکا                | 2–2   | 0–1             | 2–3                             |
| لیگ قهرمانان اروپا ۰۷–۲۰۰۶ | لیگ قهرمانان اروپا | لیگ قهرمانان اروپا ۰۷–۲۰۰۶ | شریف تیراسپول       | 0–0   | 0–2             | 0–2                             |
| لیگ قهرمانان اروپا ۰۸–۲۰۰۷ | لیگ قهرمانان اروپا | لیگ قهرمانان اروپا ۰۸–۲۰۰۷ | Derry City          | 2–0   | 0–0             | 2–0                             |
| لیگ قهرمانان اروپا ۰۸–۲۰۰۷ | لیگ قهرمانان اروپا | لیگ قهرمانان اروپا ۰۸–۲۰۰۷ | شاختار دونتسک       | 0–2   | 1–2             | 1–4                             |
| لیگ قهرمانان اروپا ۰۹–۲۰۰۸ | لیگ قهرمانان اروپا | لیگ قهرمانان اروپا ۰۹–۲۰۰۸ | آنورتوسیس فاماگوستا | 0–2   | 0–1             | 0–3                             |
| لیگ قهرمانان اروپا ۱۰–۲۰۰۹ | لیگ قهرمانان اروپا | لیگ قهرمانان اروپا ۱۰–۲۰۰۹ | دینامو زاگرب        | 0–0   | 0–3             | 0–3                             |
| لیگ قهرمانان اروپا ۱۱–۲۰۱۰ | لیگ قهرمانان اروپا | لیگ قهرمانان اروپا ۱۱–۲۰۱۰ | پارتیزان            | 0–1   | 1–3             | 1–4                             |
| لیگ قهرمانان اروپا ۱۲–۲۰۱۱ | لیگ قهرمانان اروپا | لیگ قهرمانان اروپا ۱۲–۲۰۱۱ | ویکتوریا پلزن       | 0–4   | 1–5             | 1–9                             |
| ۲۰۱۲–۱۳                    | لیگ اروپا          | 1Q                         | Zeta Golubovci      | 0–3   | 2–1             | 2–4                             |
| ۲۰۱۳–۱۴                    | لیگ اروپا          | 1Q                         | Teteks Tetovo       | 1–0   | 1–1             | 2–1                             |
| ۲۰۱۳–۱۴                    | لیگ اروپا          | 2Q                         | ژالگیریس            | 1–1   | 0–2             | 1–3                             |
| ۲۰۱۴–۱۵                    | لیگ اروپا          | 1Q                         | آستانه              | 1–4   | 0–2             | 1–6                             |
| لیگ قهرمانان اروپا ۱۶–۲۰۱۵ | لیگ قهرمانان اروپا | لیگ قهرمانان اروپا ۱۶–۲۰۱۵ | Folgore             | 2–1   | 2–1             | 4–2                             |
| لیگ قهرمانان اروپا ۱۶–۲۰۱۵ | لیگ قهرمانان اروپا | لیگ قهرمانان اروپا ۱۶–۲۰۱۵ | مولده               | 1–0   | 0–5             | 1–5                             |
| لیگ اروپا ۱۷–۲۰۱۶          | لیگ اروپا          | لیگ اروپا ۱۷–۲۰۱۶          | Europa FC           | 2–1   | 0–2             | 2–3                             |
| لیگ اروپا ۱۸–۲۰۱۷          | لیگ اروپا          | لیگ اروپا ۱۸–۲۰۱۷          | اسلوان براتیسلاوا   | 1–4   | 0–5             | 1–9                             |
| لیگ اروپا ۱۹–۲۰۱۸          | لیگ اروپا          | لیگ اروپا ۱۹–۲۰۱۸          | واردار              | 1–0   | 2–0             | 3–0                             |
| لیگ اروپا ۱۹–۲۰۱۸          | لیگ اروپا          | لیگ اروپا ۱۹–۲۰۱۸          | توبول               | 1–0   | 1–2             | 2–2 (قانون گل زده در خانه حریف) |
| لیگ اروپا ۱۹–۲۰۱۸          | لیگ اروپا          | لیگ اروپا ۱۹–۲۰۱۸          | مکابی تل‌آویو        | 0–0   | 1–2             | 1–2                             |
| لیگ اروپا ۲۰–۲۰۱۹          | لیگ اروپا          | لیگ اروپا ۲۰–۲۰۱۹          | Shkupi              | 3–3   | 2–1             | 5–4                             |
| لیگ اروپا ۲۰–۲۰۱۹          | لیگ اروپا          | لیگ اروپا ۲۰–۲۰۱۹          | باومیت یابلونتس     | 2–1   | 0–0             | 2–1                             |
| لیگ اروپا ۲۰–۲۰۱۹          | لیگ اروپا          | لیگ اروپا ۲۰–۲۰۱۹          | ولورهمپتون واندررز  | 0–4   | 0–4             | 0–8                             |

## افتخارات
لیگ برتر فوتبال ارمنستان
- قهرمانی (۱۴): ۱۹۹۳, ۹۶–۱۹۹۵, ۹۷–۱۹۹۶, ۲۰۰۱, ۲۰۰۲, ۲۰۰۳, ۲۰۰۴, ۲۰۰۵, ۲۰۰۶, ۲۰۰۷, ۲۰۰۸, ۲۰۰۹, ۲۰۱۰, ۱۵–۲۰۱۴ (رکورد)

جام استقلال ارمنستان
- قهرمانی (۸): ۱۹۹۵–۹۶, ۲۰۰۲, ۲۰۰۴, جام استقلال ارمنستان (۲۰۰۹), ۲۰۱۰, ۲۰۱۲–۱۳, ۲۰۱۳–۱۴, ۲۰۱۴–۱۵ (رکورد)

سوپر جام فوتبال ارمنستان
- قهرمانی (۹): ۱۹۹۸, ۲۰۰۲, ۲۰۰۴, ۲۰۰۵, ۲۰۰۷, ۲۰۰۸, ۲۰۱۰, ۲۰۱۱, ۲۰۱۵ (رکورد)

توضیحات

## بازیکنان برجسته
- آپولا ادل
- گئورگ کاسپاروف
- لوون پاچاجیان
- هملت میخیتاریان
- هنریخ مخیتاریان
- الو ترائوره
- عیسی ترائوره

## مربیان پیشین
- سامول داربینیان
- وارطان میناسیان

## خواهرخواندگی
- - باشگاه فوتبال سپاهان اصفهان[۲][۳]

## نگارخانه

آرم سابق باشگاه پیونیک